# Белогужев, Александр Николаевич
Александр Николаевич Белогужев (1792 — 17 июня 1869) — участник войн против Наполеона, русско-турецкой войны 1828—1829 годов и подавления Венгерской революции, генерал от инфантерии.

## Биография
Родился в 1792 году, происходил из дворян Тобольской губернии.
В 1807 году поступил подпрапорщиком в Ширванский пехотный полк и был произведён в офицеры 2 апреля 1808 года. В составе полка участвовал в боевых действиях против австрийцев в 1809 г. в Галиции.
В Отечественную войну 1812 г., уже в чине поручика, Белогужев находился в сражениях при Смоленске и под Бородиным и в преследовании неприятельской армии; в кампанию 1813 г., состоя в отряде наследного принца шведского, он явился участником: блокады крепости Кюстрина, сражений под Денневицем и Лейпцигом и дальнейшего преследования французов, и в 1814 г. участвовал во взятии Парижа, отличившись перед тем в двукратном взятии Суассона и в Краонской битве.
Вернувшись в Россию, после вторичного похода в 1815 г., Белогужев был переведён в Томский пехотный полк, откуда, в чине подполковника, назначен в 1824 г. командиром Охотского полка. С последним, в русско-турецкой войне 1828—1829 гг., он принял участие во многих сражениях, причём за отличия в действиях под Силистрией получил чин полковника. В Польской войне 1831 г. он находился в составе войск, действовавших в Литве. 21 декабря 1832 г. был награждён орденом св. Георгия 4-й степени (№ 4686 по списку Григоровича — Степанова).
Произведённый 6 декабря 1837 г. в генерал-майоры, Белогужев вскоре же был назначен командиром 2-й бригады 9-й пехотной дивизии, в 1846 г. назначен командующим 11-й пехотной дивизией, а 6 декабря 1847 г. был произведён в генерал-лейтенанты с утверждением в должности.
Последними отличиями Белогужева на боевом поприще были действия его по участию в Венгерской кампании 1849 г., вознаграждённые орденами: св. Анны и австрийским — Железной короны, оба 1-й степени. Оставив командование дивизиею, Белогужев в 1851 г. был назначен членом Капитула Российских императорских и царских орденов, в качестве которого оставался на службе до конца жизни, получив уже в 75-летнем возрасте, 16 апреля 1867 года, чин генерала от инфантерии.
Умер 17 июня 1869 года.

## Награды
- Орден Святой Анны 4-й степени с надписью «За храбрость» (1814 год)
- Орден Святого Владимира 4-й степени с бантом (1828 год)
- Орден Святой Анны 2-й степени (1829 год)
- Орден Святого Георгия 4-го класса (21 декабря 1832 года)
- Орден Святого Владимира 3-й степени (20 ноября 1837 года)
- Орден Святого Станислава 1-й степени (8 октября 1845 года)
- Орден Святой Анна 1-й степени (5 сентября 1849 года; Императорская корона к этому ордену пожалована 2 декабря 1851 года)
- Орден Святого Владимира 2-й степени (1855 год)
- Орден Белого орла (1858 год)